# 小行星7052
小行星7052（英語：7052）是一颗围绕太阳公转的小行星。1988年11月12日，埃莉諾·赫琳在帕洛马山发现了此天体。
这颗小行星的绝对星等为288.3418810814577等。